# Municipio de Highland (condado de Palo Alto)
El municipio de Highland (en inglés: Highland Township) es un municipio ubicado en el condado de Palo Alto en el estado estadounidense de Iowa. En el año 2010 tenía una población de 998 habitantes y una densidad poblacional de 11,01 personas por km².

## Geografía
El municipio de Highland se encuentra ubicado en las coordenadas 43°7′10″N 94°50′48″O / 43.11944, -94.84667. Según la Oficina del Censo de los Estados Unidos, el municipio tiene una superficie total de 90.68 km², de la cual 88,34 km² corresponden a tierra firme y (2,57 %) 2,33 km² es agua.

## Demografía
Según el censo de 2010, había 998 personas residiendo en el municipio de Highland. La densidad de población era de 11,01 hab./km². De los 998 habitantes, el municipio de Highland estaba compuesto por el 98,9 % blancos, el 0,4 % eran amerindios, el 0,2 % eran asiáticos y el 0,5 % eran de una mezcla de razas. Del total de la población el 2 % eran hispanos o latinos de cualquier raza.